# Vellozia tubiflora
Vellozia tubiflora là một loài thực vật có hoa trong họ Velloziaceae. Loài này được (A.Rich.) Kunth miêu tả khoa học đầu tiên năm 1825.